# Faymont
Faymont település Franciaországban, Haute-Saône megyében. Lakosainak száma 255 fő (2022. január 1.). Faymont Lomont, Courmont, Granges-le-Bourg, Mignavillers és Saulnot községekkel határos.

## Népesség
A település népességének változása:
| Lakosok száma | 252  | 261  | 268  | 262  | 261  | 260  | 259  | 258  | 255  |
|               | 2013 | 2015 | 2016 | 2017 | 2018 | 2019 | 2020 | 2021 | 2022 |